# Tephritis formosa
Tephritis formosa är en tvåvingeart som först beskrevs av Friedrich Hermann Loew 1844.  Tephritis formosa ingår i släktet Tephritis och familjen borrflugor. Inga underarter finns listade i Catalogue of Life.

## Bildgalleri

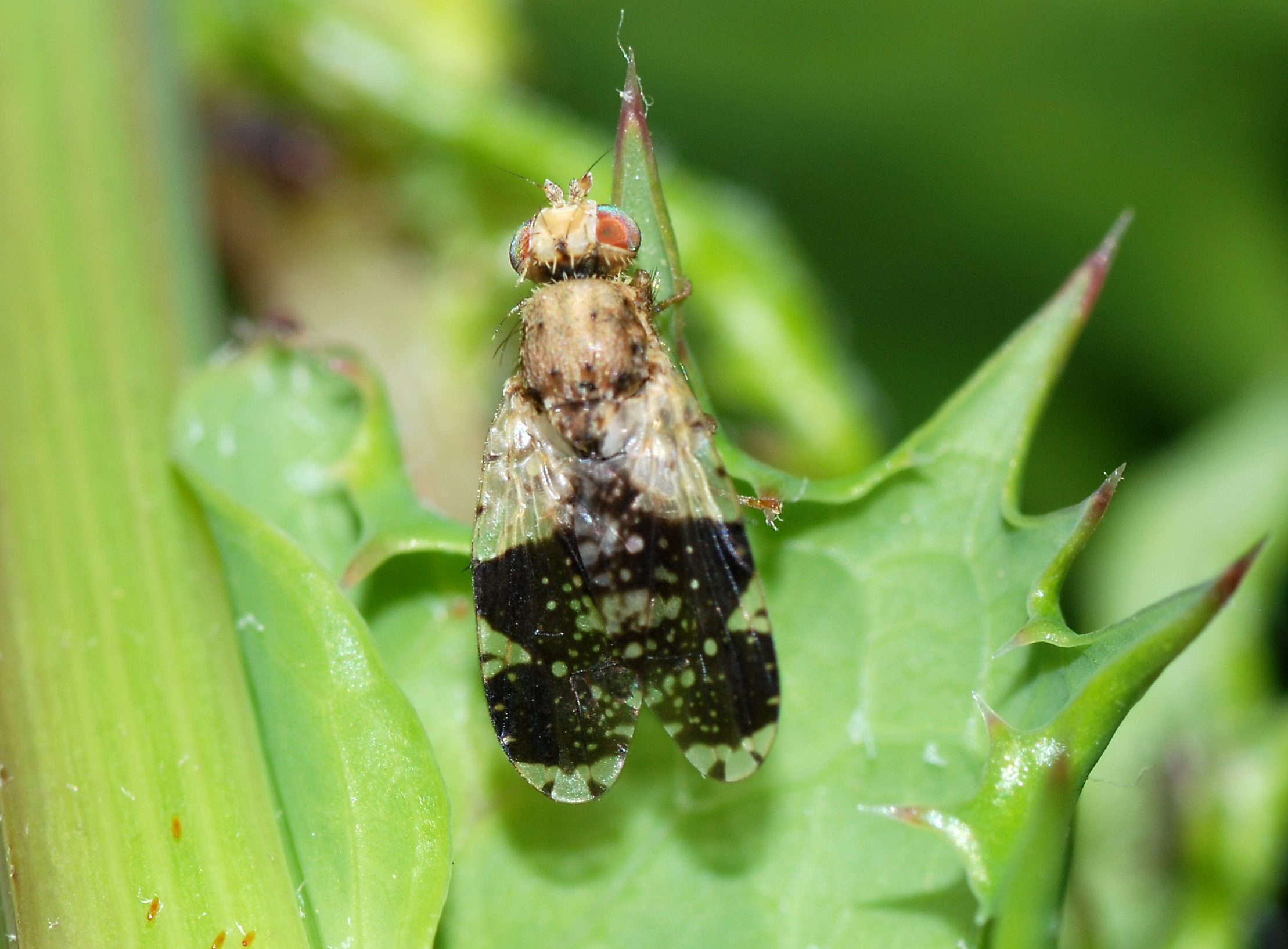